# Martinsbichl
Martinsbichl este o arie protejată (arie de protecție specială avifaunistică — SPA) din Austria întinsă pe o suprafață de 39,76 ha, integral pe uscat.

## Localizare
Centrul sitului Martinsbichl este situat la coordonatele 47°38′55″N 12°36′35″E / 47.6486°N 12.6097°E.

## Înființare
Situl Martinsbichl a fost declarat arie de protecție specială avifaunistică în aprilie 2000 pentru a proteja 5 specii de animale.

## Biodiversitate
Situată în ecoregiunea alpină, aria protejată nu include niciun habitat protejat.
La baza desemnării sitului se află mai multe specii protejate de  păsări (5): buha (Bubo bubo), ciocănitoare neagră (Dryocopus martius), ciuvică (Glaucidium passerinum), ciocănitoare de munte (Picoides tridactylus),  cocoș de munte (Tetrao urogallus).